# Dziadoszyce
Dziadoszyce (niem. Döringau) – wieś w Polsce położona w województwie lubuskim, w powiecie nowosolskim, w gminie Kożuchów.
W latach 1975–1998 miejscowość administracyjnie należała do województwa zielonogórskiego.

## Części wsi
| SIMC    | Nazwa  | Rodzaj     |
| ------- | ------ | ---------- |
| 0910506 | Zawada | przysiółek |

## Historia
Pierwsza wzmianka o miejscowości Durugow pochodzi z 1295 roku, kiedy to biskup wrocławski zatwierdził kolegiacie głogowskiej prawo pobierania czynszu od mieszkańców wsi. Miejscowość należała wówczas do kasztelana kożuchowskiego Dietricha von Pesna. Następnym wymienianym w 1388 r. właścicielem był Petrus de Lessnaw, a po 1500 roku Bernard Beroldt będący też właścicielem pobliskiej Niecieczy. W połowie XVI w. majątek znalazł się w posiadaniu rodziny von Braun z Solnik. W 1585 roku Dziadoszyce i Nieciecz przechodzą w ręce młodszego syna Wenzla von Braun - Christopha. Jego syn Hans Fabian powiększył dodatkowo posiadłość w 1705 roku o pobliskie Bielice. Ostatnim z rodu Braunów był Balthazar, który zmarł nie pozostawiwszy potomka w 1714 roku. Rodzinie von Braunów przypisuje się budowę pałacu lub dworu, wzmiankowanego w XIX wieku, który nie dotrwał do naszych czasów. Starzy ludzie z wioski pamiętają jeszcze budynek, który po wojnie został doszczętnie spalony. W niektórych domach zachowały się sprzęty ze zniszczonego obiektu. W roku 1845 jako właściciela wspomina się Friedricha Banisha, miejscowość liczyła wówczas 102 mieszkańców, posiadała folwark, dwa wiatraki, gorzelnie i browar. Następnymi właścicielami od drugiej połowy XIX w. została rodzina von Kalckreuth z Podbrzezia Dolnego. W 1892 r. w pobliżu wsi przeprowadzono linię kolejową z Kożuchowa do Niegosławic. Ostatnim właścicielem majątku był Artur Schack von Wittenau, a wieś specjalizowała się w hodowli ciężkich koni pociągowych.

### Nazwa
Według Słownika etymologicznego nazw geograficznych Śląska, niemiecka nazwa wsi jest związana z nazwą osobową Thüring (odnoszącą się do regionu Turyngia). Nadana jej po II wojnie światowej polska nazwa Dziadoszyce (odnosząca się do plemienia o tej nazwie) nie ma historycznego uzasadnienia.

## Demografia
Liczba mieszkańców miejscowości w poszczególnych latach:
| Rok  | Ilość mieszkańców |
| ---- | ----------------- |
| 1998 | 58                |
| 2002 | 50                |
| 2009 | 45                |
| 2011 | 62                |
| 2021 | 44                |

Od 1998 do 2021 roku ilość mieszkańców miejscowości zmniejszyła się o 24,1%.